# GLUT-2
GLUT-2 behoort tot de GLUTtransporters. Het bevindt zich op de lever en alvleesklier. Het heeft een lagere affiniteit voor glucose dan GLUT-1, waardoor het alleen werkt bij een hoge concentratie glucose in het bloed, dus in gevoede toestand.
GLUT-2 bevindt zich op chromosoom 3 van het menselijk genoom.

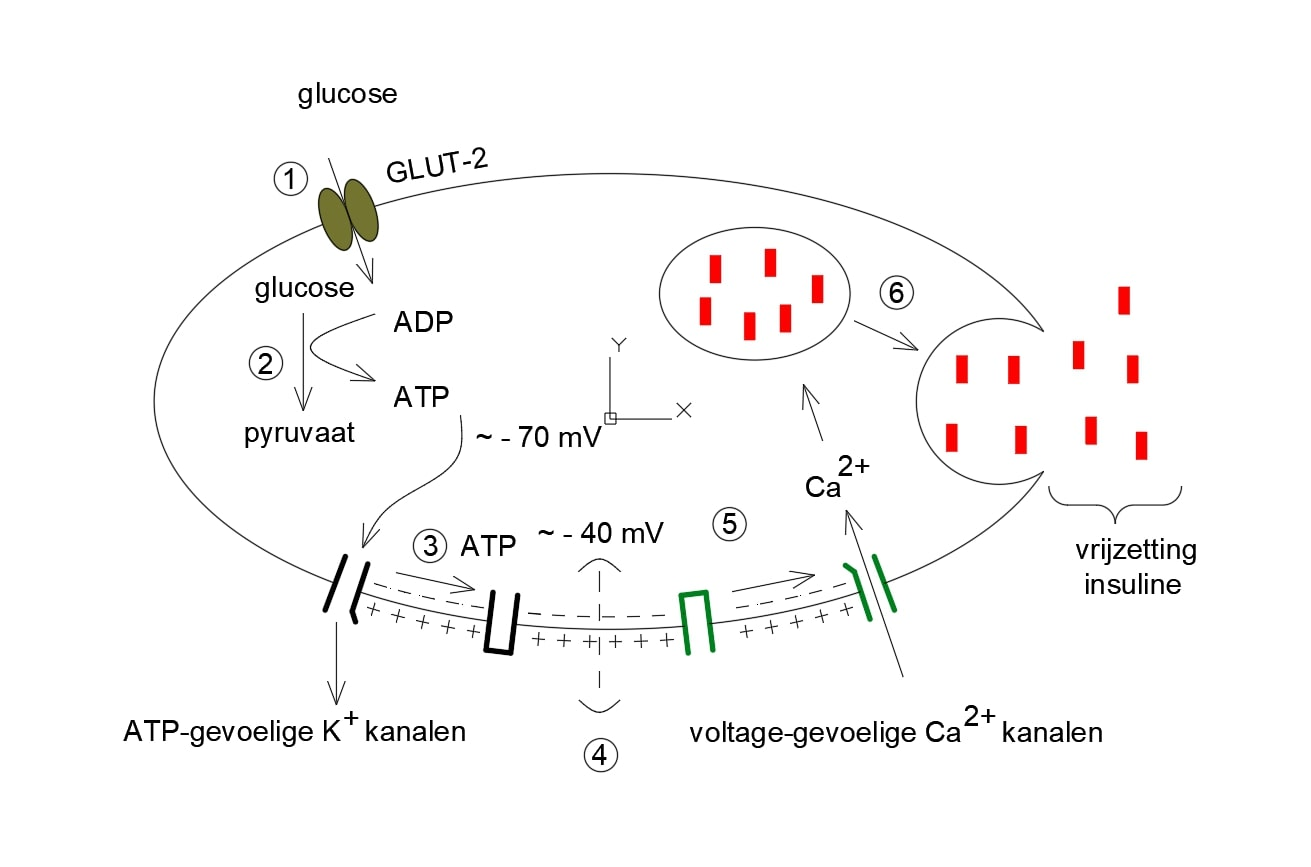
GLUT2-transporter